# Liste des primats de l'Église orthodoxe du Japon
Liste des primats de l'Église orthodoxe du Japon

## Fondateur
- Saint Nicolas du Japon, évêque missionnaire (Nicolas Kasatkine) 1836-1912, fête le 3 février.

## Métropolites de tout le Japon
- Vladimir (Nagosky) (1970-1972)
- Teodosius (Nagashima) (1972-1999)
- Daniel (Nushiro) (2000-aujourd'hui)